# Heliconius amaryllis
Heliconius amaryllis is een vlinder uit de familie Nymphalidae. De wetenschappelijke naam van de soort is voor het eerst geldig gepubliceerd in 1862 door Cajetan Freiherr von Felder en Rudolf Felder.